# اونس

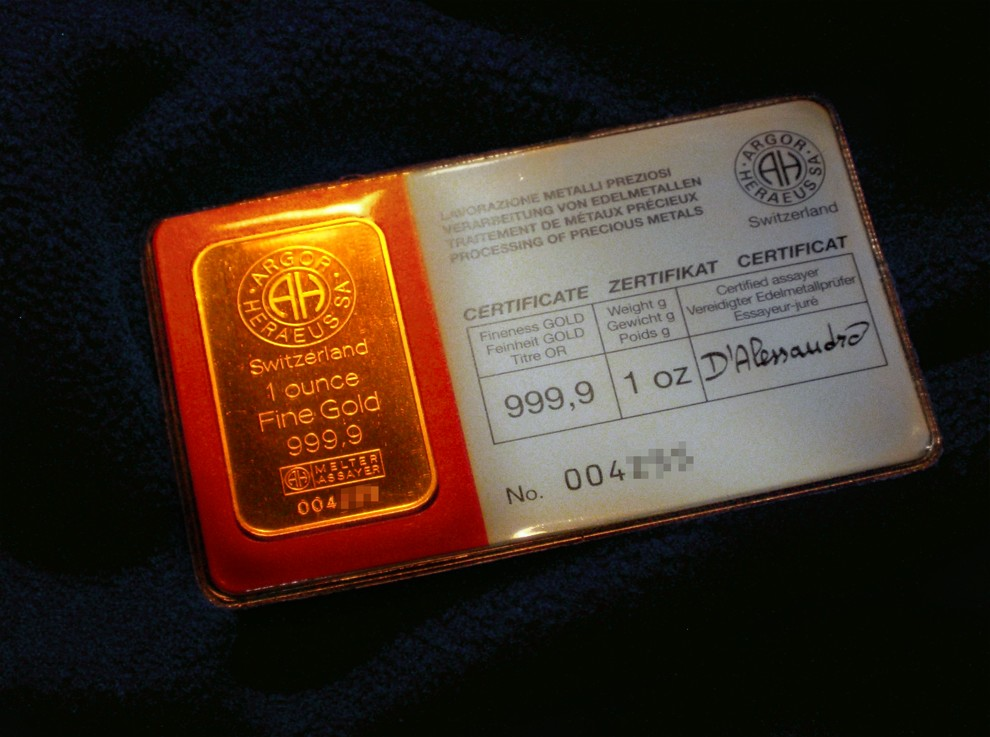
تصویری از یک اونس طلا

اونس یا انس (مخفف: oz) از واحدهای جرم است. Oz سرواژهٔ «ounce» است.
واحد «اونس» در دستگاه‌های گوناگون، همچون یکاهای انگلیسی، یکاهای سلطنتی و دستگاه یکاهای معمول ایالات متحدهٔ آمریکا کاربرد داشته‌است و در هر یک از این دستگاه‌ها وزن متفاوتی دارد. 
«اونسِ» معمولی در سیستم بین‌المللیِ اوزان برابر با یک‌شانزدهم پوند یا ۴۰۰ ارزن است که در دستگاه متریک برابر با ۲۸٫۳۴۹۵۲۳۱۲۵ گرم می‌شود. این واحد در ایالات متحدهٔ آمریکا بسیار متداول است. در بریتانیا استفادهٔ رسمی از آن در سال ۲۰۰۰ به پایان رسید، اما هنوز هم در این کشور به‌طور غیررسمی استفاده می‌شود.
همچنین، برای اندازه‌گیری وزن فلزات گران‌بها، یعنی طلا، نقره، پلاتین، رودیم و پالادیم از اونس بین‌المللی تروا استفاده می‌شود که معادل ۳۱٫۱۰۳۴۷۶۸ گرم است. این اونس فقط برای اندازه‌گیری فلزات گران‌بها کاربرد دارد و وزن شمش‌ها و سکه‌های طلا و دیگر فلزات گران‌بها و نیز قیمت آن‌ها معمولاً با اونس تروا بیان می‌شود. اصطلاح «یک اونس طلا» به‌معنی طلایی یک‌تکه یا ساچمه با وزن یک اونس تروا و با خلوص ۹۹٫۹۹٪ (۲۴ عیار) است.
انواع دیگرِ اونس شامل اونس ماریا ترزا معادل ۲۸٫۰۶۶۸ گرم، اونس اسپانیایی معادل ۲۸٫۷۵ گرم، اونس متریک چینی معادل ۵۰ گرم و اونس متریک هلندی معادل ۱۰۰ گرم می‌شوند.
oz برای مشروبات هم استفاده می‌شود و همچنین برای نشان دادن مقداری از گریس که برای روان کاری بلبیرینگ‌ها بکار میرود.